# L'Attaque du grand convoi
L'Attaque du grand convoi (L'assalto al Grande Convoglio) est une nouvelle fantastique de l'écrivain italien Dino Buzzati, publiée en 1942 dans le recueil  I sette messaggerri.
La traduction en français paraît en 1968 dans le recueil Les Sept Messagers.

## Résumé
Gaspard Planetta, grand brigand, est arrêté sans être reconnu par les forces de l'ordre pour contrebande. Après avoir purgé ses trois ans de prison, il décide, quoique malade, de reprendre la tête de la bande. Mais sa place a été usurpée. Aussi, sans se faire reconnaître, il se cache et fait des plans avec un apprenti, ramassé au bord du chemin, sur l'attaque du grand convoi impérial qui, une fois l'an, transporte l'or de l'impôt vers la capitale. 
Pressé par son élève, démasqué et décidé à faire un dernier grand coup, Planetta attaque seul le convoi. Malheureusement, la présence inopportune de son jeune acolyte le fait repérer rapidement et tuer par les chevau-légers de l'escorte. Mais, fin sublime, il est emmené par les spectres des grands brigands passés et trépassés, vers sa dernière demeure.

## Éditions françaises
- In Les Sept Messagers, recueil de vingt nouvelles de Dino Buzzati, traduction de Michel Breitman, Paris, Robert Laffont, coll. « Pavillons », 1968
- In Les Sept Messagers, Paris, UGE, coll. « 10/18. Domaine étranger » no 1519, 1982  (ISBN 2-264-00478-9)